# Tolosati

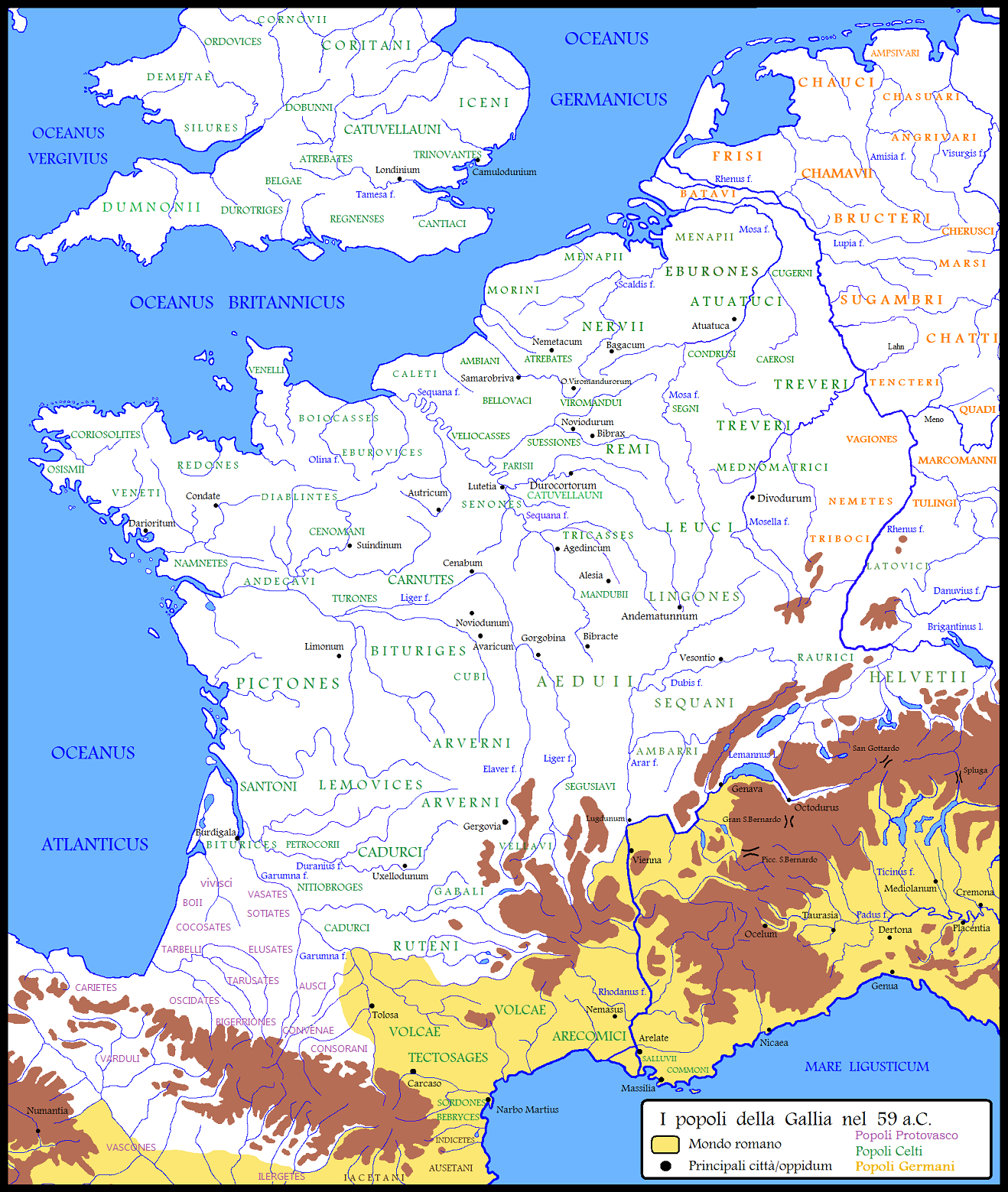
Mappa della Gallia prima della campagna gallica di Cesare nel 59 a.C.

I Tolosati furono un popolo celtico stanziato nel sud della Gallia.

## Territorio
Il loro territorio era incluso, in prossimità del limite, nella provincia romana della Gallia Narbonense. Confinava a est con i Ruteni, a nord con i Lacturati, a ovest con gli Ausci, a sud con i Consorani e i Volci Tectosagi.

## Citazioni
Vengono citati da Giulio Cesare nel passo del suo commentario in cui adduce, fra le cause scatenanti delle guerre galliche, la migrazione degli Elvezi.
(Cesare. De bello Gallico, i, 10)
Vengono ancora menzionati in occasione delle manovre che Lucterio il cadurco, su indicazione di Vercingetorige, andava compiendo presso altri popoli e della minacciata incursione verso la provincia narbonese:  
(Cesare. De bello Gallico, vii, 7)